# Saltator à gorge noire
Saltatricula atricollis
Espèce
Statut de conservation UICN

 LC  : Préoccupation mineure
Répartition géographique
Le Saltator à gorge noire (Saltatricula atricollis) est une espèce d'oiseaux de la famille des Thraupidae.

## Description
Cet oiseau mesure environ 21 cm de longueur.

## Habitat
Cet oiseau peuple les forêts, les maquis et les savanes de type sec.